# Rhythm and Hues Studios
Rhythm & Hues Studios is een Oscarwinnende special-effectstudio die waarschijnlijk het meest bekend is van computergegenereerde filmpersonages in Hollywoodfilms. Het bedrijf heeft in totaal meer dan 100 avondvullende films op zijn naam staan. Voor de films Babe uit 1995 en The Golden Compass won de studio een Oscar voor beste visuele effecten voor beide films. Voor The Chronicles Of Narnia: The Lion, the Witch and the Wardrobe werd Rhythm & Hues genomineerd voor een Oscar en voor Life of Pi werd de Oscar zelfs gewonnen. Naast films produceert Rhythm & Hues ook reclames.

## Geschiedenis
Rhythm & Hues Studios werd opgericht in Los Angeles in 1987 door zes voormalige medewerkers van het computeranimatiereclamebedrijf Robert Abel and Associates. Door middel van zelfontwikkelde software werd het bedrijf een van de grote spelers in de computeranimatieindustrie. Het bedrijf bezit twee faciliteiten in India (in Malad en HITEC City) en een derde in Los Angeles, die alle drie eenzelfde productielijn hebben en met elkaar werk uitwisselen.

## Producties
Rhythm & Hues werkte onder andere aan de films Waterworld, Terminator 2: Judgment Day, Alien 3, Titanic, Face/Off, Armageddon, Babe, The Green Mile, X-Men, Hollow Man, Superman Returns, Happy Feet en Evan Almighty. Voor de toekomst staan The Mummy: Tomb of the Dragon Emperor en The Incredible Hulk gepland.
Tot reclamewerk behoren reclames voor Coca-Cola, GEICO en Target Corporation.